# Amethyst Bradley Ralani
Amethyst Bradley "Surprise" Ralani (sinh ngày 4 tháng 10 năm 1987) là một cầu thủ bóng đá người Nam Phi thi đấu cho Cape Town City ở Premier Soccer League.

## Sự nghiệp
Thi đấu ở Allsvenskan 2016, Helsingborgs IF ký hợp đồng với anh cho đến hết mùa giải hiện tại. Anh có màn ra mắt vào tháng 7 năm 2016.
Salani trở lại Nam Phi vào tháng 1 năm 2018, ký hợp đồng cho câu lạc bộ Premier Soccer League Cape Town City.